# Евгения Максимилиановна Лейхтенбергская
Светлейшая княжна Евгения Максимилиановна Рома́новская, герцогиня Лейхтенбергская, в замужестве принцесса Ольденбургская (20 марта [1 апреля] 1845, Санкт-Петербург — 4 мая 1925, Биарриц, Франция) — член Российского императорского дома (с титулом «Императорское высочество»).

## Биография
Родилась 20 марта (1 апреля) 1845 года в Санкт-Петербурге; четвёртый ребёнок (в том числе третья дочь) герцога Максимилиана Лейхтенбергского и великой княгини Марии Николаевны, по отцовской линии — правнучка императрицы французов Жозефины, по материнской — внучка Николая I.
После смерти герцога Максимилиана (1852 год) Николай I присвоил его детям титул Императорского Высочества князей Романовских.
Её детские и юношеские годы прошли в Санкт-Петербурге.
В детстве дочь Евгению Максимилиановну и её старшую сестру Марию воспитывала Елизавета Андреевна Толстая, приходившаяся известному писателю Льву Николаевичу Толстому (1828—1910) двоюродной тетушкой. Зимой 1857 года Толстой встретился с 12-летней Женей в Женеве. Позже в письме он писал: «Впечатление, оставшееся у меня от Евгении Максимилиановны, такое хорошее, милое, простое и человеческое, и все, что я слышал и слышу о ней, все так подтверждает это впечатление…».
При дворе герцогиня Ольденбургская резко выделялась своей экстравагантностью. Почти всегда она носила полумужской наряд — костюм от Тайер светло-серого или бежевого цвета.
С 1868 года — в браке с принцем Александром Петровичем Ольденбургским. В том же году родился сын Петр. 31 мая 1878 года купила имение Рамонь под Воронежем у дворянки Марии Николаевны Вельяминовой, включавшее более 3000 десятин земли и свеклосахарный завод за примерно 500 тыс. руб.
Евгения Максимилиановна проявляла большую активность в общественной и культурной жизни. Она выступала как:
- президент Минералогического общества
- почётный член Благотворительного общества призрения интеллигентных тружениц, созданного в 1901 году для оказания помощи престарелым гувернанткам и учительницам, служившим в частных и общественных учреждениях, «не могущим по старости или болезни своим трудом заработать средства к жизни».
- почётный член Общества вспомощения калекам, обучающимся мастерству и ремёслам в Санкт-Петербурге (состоящего под августейшим покровительством Великой княгини Ольги Александровны).
- почётный член Императорского Российского автомобильного общества (ИРАО), организованного в 1903 году.

Некоторое время Евгения Максимилиановна занимала пост председателя Императорского общества поощрения художеств, ею была учреждена художественная премия.
Не менее значительна была её деятельность по созданию широкой сети художественных школ в Санкт-Петербурге и его окрестностях — была инициатором устройства в рабочих кварталах рисовальных школ «для лиц ремесленного сословия», издания сборника художественно-промышленного рисунка.
- попечительница общины сестёр Красного Креста, на основе которого возникла Община Святой Евгении, получившая название в честь своей покровительницы.

Община святой Евгении имело своё издательство, оно одно из первых в России стало выпускать художественные (иллюстрированные) открытые письма (открытки). В 1898 году они поступили в продажу. За 20 лет существования, общество изготовило 6500 наименований открыток общим тиражом более 30 миллионов экземпляров. Акварельные изображения выполняли известные художники — И. Е. Репин, В. М. Васнецов, А. Н. Бенуа, К. Е. Маковский, Н. К. Рерих и др., в том числе и 16 открыток по рисункам самой Евгении Максимилиановны. Вышло несколько серий открыток с репродукциями картин Третьяковской галереи, Румянцевского музея, Эрмитажа, Кушелевской галереи и др. Автором некоторых открыток была Великая Княгиня Ольга Александровна (младшая сестра Николая II.) Иногда авторами становились и малоизвестные фотографы. Некоторые открытки были с видами Рамони.
- С 1868 года — попечительница Рождественской женской гимназии, переименованной в 1899 году в принцессы Евгении Максимилиановны Ольденбургской гимназию, — Лафонская улица, 1 (ныне в гимназии № 157) находится мемориальная доска).
- 2 апреля 1870 года — стала покровительницей Дома Милосердия — после смерти матери, которая была его основательницей в таком качестве и под таким названием и первой державной покровительницей.
- с 1894 года стала попечительницей Максимилиановской больницы.

Во время русско-японской войны 1904—1905 годов Евгения Максимилиановна возглавила Порт-Артурский «Комитет по оказанию помощи раненым солдатам и увековечиванию памяти павших». За свою деятельность она была отмечена Мариинским знаком отличия  «За беспорочную службу Отечеству на ниве благотворительности и просвещения»
С 1880-х Евгения Максимилиановна жила в имении Рамонь, недалеко от Воронежа, купленным ею в 1878 году, предпочитая в холодные месяцы года жить в Петербурге, где играла большую роль в общественной и культурной жизни России. В 1907 году имение перешло в собственность Главного управления уделов, и Евгения Максимилиановна переехала на постоянное место жительства в Петербург.
У Евгении Максимилиановны был талант организатора. Женщина деловая, энергичная, широко образованная, в своём рамонском имении развернула активную хозяйственную деятельность, перестроив его на капиталистический лад: построила свой дворец в староанглийском стиле (в 1883—1887 годах), реконструировала сахарный завод, переведя его на диффузионную систему, машинную паровую технику, открыла рафинадный цех (1880—1891), построила «паровую фабрику конфет и шоколада» (1900 г.); соединила железнодорожной веткой Рамонь со станцией Графская (1901); путём покупки земли у соседей помещиков увеличила площадь имения с 3300 до 7000 десятин, перевела земледелие на 8-мипольный севооборот; открыла конезавод, ковровые мастерские, содержала образцовую двухэтажную столовую для рабочих, общежитие для прибывших инженеров.
В Рамони приняла на себя заботу о школах, больницах и бедных: открыла начальную школу и лечебницу (1880 г.).
Председательское место занимала на торжестве по случаю открытия в 1896 году Воронежского губернского музея. При открытии в октябре 1889 года сельскохозяйственной школы в селе Конь-Колодезь учредила для учащихся стипендию имени «Ея императорского Высочества принцессы Ольденбургской».
При её участии из Европы были вывезены и запущены в огражденный участок леса одиннадцать оленей с целью разведения и организации на них охоты. Впоследствии они стали родоначальниками ныне действующего стада оленей в Воронежском государственном биосферном заповеднике.
Ольденбургские, Александр и Евгения, приняли присягу Временному правительству.
После Октябрьской революции 1917 года Евгения Максимилиановна, разбитая параличом, некоторое время находилась в Петрограде. Затем её перевезли в Финляндию, а оттуда во Францию, где она и проживала до конца жизни.
Скончалась Евгения Максимилиановна 4 мая 1925 года на восемьдесят первом году жизни.

## Брак и дети
19 января 1868 года вышла замуж за своего троюродного брата, принца Александра Петровича Ольденбургского (1844—1932). Супруги были правнуками императора Павла I. От этого брака родился единственный ребёнок:
- Пётр (1868—1924) — первый супруг великой княгини Ольги Александровны.